# 下呂市星雲会館
下呂市星雲会館（げろしせいうんかいかん）は、岐阜県下呂市にある公共施設（集会施設、福祉施設）である。単に星雲会館ともいう。

## 概要
- 生涯学習、福祉活動、健康づくり、生きがいづくり、地域づくりの場としての機能をもつ複合施設である[1]。
- 下呂市の市民会館の一つである[2]。
- 旧・益田郡萩原町によって建設された施設である。1974年（昭和49年）に益田福祉会館として開館[3]。その後1996年（平成8年）に新館が開館。そのさい、星雲会館と名付けられ、益田福祉会館を旧館としている。2004年（平成16年）3月1日に下呂市の発足により下呂市の施設となり、下呂市星雲会館となる。
- 名称は、健康は心や体の様々な器官の調和が保たれて維持されるものであることを、様々な星が調和して星雲に例えることによるものである[1]。
- 2017年（平成29年）から下呂市役所萩原庁舎の機能が星雲会館内に移転しており、行政機関の役割も持つ。

## 施設概要
生涯学習センターの萩原中央公民館、福祉センターとふれあいセンターの市民会館、やすらぎセンターのデイサービスセンターで構成されている。
萩原中央公民館
- 萩原振興事務所
- 下呂市役所萩原庁舎
  - 福祉部こども家庭課
  - 教育委員会
- 下呂市地域職業相談室
- 結婚相談所
- 和室
- 西風の間
- 悠悠ホール
- はぎわら図書館

市民会館
- 下呂市役所萩原庁舎
  - 福祉部高齢福祉課
  - 福祉部社会福祉課
  - 地域包括支援センター
- 下呂市福祉事務所
- 萩原保健センター
- 商工会館
- ボランティアルーム
- エイジレスルーム
- 天慶の間　（ホール。広さは571㎡）
- 東雲の間
- 清水の間
- 調理室
- 商工会研修室

やすらぎセンター
- デイサービスセンター萩

## 利用案内
- 開館時間 : 9:00 - 22:00
- 休館日 : 第3日曜日、年末年始

## 交通アクセス

### 公共交通機関
- JR高山本線飛騨萩原駅下車、徒歩で約10分[1]。

## 周辺施設
- 下呂市立萩原小学校
- 岐阜県立益田清風高等学校
- 下呂警察署